# Moolooíta
Moolooíta é um mineral verde-azulado cuja fórmula é Cu++(C2O4)•n(H2O) (n<1). Foi descoberto por Richard M Clarke e Ian R Williams em Bunbury Well, nas Mooloo Downs, Murchison, no oeste da Austrália em 1986. ela tem uma estrutura cristalina ortorrômbica, e é formada pela interação do guano de pássaros com sulfeto de cobre.
Uma segunda ocorrência foi relatada em Sainte-Marie-aux-Mines em uma mina de prata nas montanhas de Vosges, França.